# ヒューズ/ターナー
『ヒューズ/ターナー』（原題：HTP）は、グレン・ヒューズとジョー・リン・ターナーを中心としたプロジェクト、「ヒューズ・ターナー・プロジェクト」（日本盤CDの帯におけるアーティスト表記は「ヒューズ/ターナー」）が2002年に発表したスタジオ・アルバム。

## 背景
ヒューズとターナーは、在籍していた時期が異なるとはいえ、いずれもディープ・パープルの元メンバーである。ターナーは2000年10月の日本ツアーでヒューズをゲストに迎え、それが本プロジェクトのきっかけとなった。
本作に参加したプレイヤーのうち、JJ・マーシュとシェーン・ガラースはヒューズのツアー・バンドのメンバーで、ヴィンス・ディコーラはヒューズのソロ・アルバム『ビルディング・ザ・マシーン』（2001年）のレコーディングにも参加している。一部の曲でギター・ソロを弾いた梶山章は、1998年より度々ターナーと共演し、前述した日本ツアーにも帯同した。なお、本作リリースに伴う日本ツアーでは、ターナーの2000年の日本ツアーと同様、梶山、永川敏郎（キーボード）、工藤義弘（ドラムス）といった日本人ミュージシャンが参加し、東京公演の模様はライヴ・アルバム『ライヴ・イン・トーキョー』（2002年8月発売）に収録された。

## 評価
Eduardo Rivadaviaはオールミュージックにおいて5点満点中2.5点を付け「何の驚きもない」「1980年代における様式美を貫いた、典型的な肉体派のハードロック/ヘヴィメタルをバックに、ブルージーで股間を絞るような体育会系のボーカル・デュエットが繰り広げられている」と評している。また、『CDジャーナル』のミニ・レビューでは「曲はそれらしく70年代のオーソドックスなハード・ロック曲が中心。歌心を知り尽くした熟年ロッカーのヴォーカルが熱い」と評されている。

## 収録曲
特記なき楽曲はグレン・ヒューズ、ジョー・リン・ターナー、JJ・マーシュの共作。ヨーロッパ盤CD (0681-46)は11曲入りだが、日本盤(PCCY-01556)およびアメリカ盤(SH-11602)では、ボーナス・トラックの「アゲンスト・ザ・ウォール」が11曲目に挿入された。
1. デヴィルズ・ロード - "Devil's Road" - 5:45
2. ユー・キャント・ストップ・ロックン・ロール - "You Can't Stop Rock n' Roll" - 4:45
3. ミスト・ユア・ネーム - "Missed Your Name" - 5:09
4. ミステリー・オブ・ザ・ハート - "Mystery of the Heart" (Glenn Hughes, Joe Lynn Turner) - 5:57
5. シスター・ミッドナイト - "Sister Midnight" - 5:03
6. ベター・マン - "Better Man" (G. Hughes) - 5:29
7. ヘヴンズ・ミッシング・アン・エンジェル - "Heaven's Missing an Angel" (G. Hughes, JJ Marsh, John Sykes) - 7:10
8. フェイド・アウェイ - "Fade Away" - 6:55
9. ライド・ザ・ストーム - "Ride the Storm" - 3:53
10. ラン・ラン・ラン - "Run Run Run" - 3:54
11. アゲンスト・ザ・ウォール - "Against the Wall" - 4:36
12. オン・ザ・レッジ - "On the Ledge" (G. Hughes, J.L. Turner, Vince DiCola) - 7:12

## 参加ミュージシャン
- グレン・ヒューズ - ボーカル("Mystery of the Heart"を除く全曲)、エレクトリックベース(all songs)
- ジョー・リン・ターナー - ボーカル("Heaven's Missing an Angel"を除く全曲)
- JJ・マーシュ - ギター("Heaven's Missing an Angel"を除く全曲)
- ヴィンス・ディコーラ（英語版） - キーボード
- シェーン・ガラース - ドラムス、パーカッション

アディショナル・ミュージシャン
- ポール・ギルバート - ギター・ソロ(on "You Can't Stop Rock n' Roll")
- ジョン・サイクス - ギター、バックグラウンド・ボーカル(on "Heaven's Missing an Angel")
- 梶山章（英語版） - ギター・ソロ(on "Ride the Storm", "Against the Wall")